# Заливна червена риба
Заливните червени риби (Sebastes capensis) са вид актиноптери от семейство Скорпенови (Scorpaenidae).
Те са незастрашен вид.
Таксонът е описан за пръв път от Йохан Фридрих Гмелин през 1789 година.